# Niederstadtfeld
Niederstadtfeld – miejscowość i gmina w Niemczech, w kraju związkowym Nadrenia-Palatynat, w powiecie Vulkaneifel. Wchodzi w skład gminy związkowej Daun.